# Drážov
Drážov [draːʒɔʃ], bis 1960 Dražov (deutsch Draschow) ist eine Gemeinde in Tschechien. Sie liegt elf Kilometer westlich von Volyně in Südböhmen und gehört zum Okres Strakonice.

## Geographie

### Geographische Lage
Drážov befindet sich im Vorland des Böhmerwaldes am südlichen Fuße des Hügels Chocholka (677 m). Das Dorf liegt rechtsseitig des Baches Hoslovický potok im Tal eines kleinen Zuflusses. Nördlich erheben sich der Novoveský vrch (765 m), die Chocholka (677 m) und die Rudovka (699 m), östlich der Dubovec (706 m) und der Na Vrších (674 m), im Südosten der Mlaď (663 m), südlich der Na Velkém poli (749 m), im Südwesten der Zahájený (845 m), westlich der Beletínský kopec (715 m) sowie im Nordwesten der Kůstrý (837 m) und die Buková skála (766 m).

### Gemeindegliederung
Die Gemeinde Drážov besteht aus den Ortsteilen Dobrš (Dobersch), Drážov (Draschow), Kváskovice (Kwaskowitz) und Zálesí (Sales) sowie den Einschichten Amerika, Korytský, Mačura, Paloucký und Paloučky.
Das Gemeindegebiet gliedert sich in die Katastralbezirke Dobrš (240 ha), Drážov (305 ha), Kváskovice (228 ha) und Zálesí (457 ha).

### Nachbargemeinden
Nachbarorte sind Kváskovice im Norden, Hoslovice, Pohodnice und Němčice im Nordosten, Hořejšice, Dřešínek und Dřešín im Osten, V Mlýnech und Dobrš im Südosten, Chvalšovice, Přečín, Přečínské Chalupy und Pod Kapličkou im Süden, Amerika, Mácha, Na Rejtích, Vrbice, Tomášek, Bečvář, Korytský und Paloucký im Südwesten, Zálesí, Biskup, Maleč, Mačura und U Benedy im Westen sowie Parýzek, Lhota pod Kůstrým und Víska im Nordwesten.

## Geschichte
Die erste schriftliche Erwähnung des zum Gut Dobrš gehörigen Dorfes erfolgte im Jahre 1318. Besitzer waren vom 14. bis zum Ende des 16. Jahrhunderts die Vladiken Kotz von Dobrz, danach ab 1615 Johann Kawka von Řičan und ab 1679 Franz Albrecht Chřepicky von Modlischowitz. Letzterer verkaufte den Besitz 1690 an Apollonia Ludmila Gräfin von Althann. Deren Sohn Hubert Sigmund von Althann veräußerte das Gut Dobrš am 7. April 1707 an Adam Franz Fürst zu Schwarzenberg, der es mit seinem benachbarten Gut Přetschin verband. Besitzer des Gutes blieben die Fürsten zu Schwarzenberg. Nach dem Tode von Joseph II. Fürst zu Schwarzenberg beerbte ihn 1833 sein Sohn Johann Adolf II. Im Jahre 1840 bestand Dražow aus 27 Häusern mit 231 Einwohnern, davon war ein Haus zur Herrschaft Wolin untertänig. Bei Dražow befand sich ein herrschaftliches Flusshaus, in dem zeitweilig Pottasche gewonnen wurde. Pfarrort war Dobř (Dobrš). Bis zur Mitte des 19. Jahrhunderts blieb das Dorf immer dem Allodialgut Přetschin samt Dobř und Rohanow untertänig.
Nach der Aufhebung der Patrimonialherrschaften bildete Dražov/Draschow ab 1850 einen Ortsteil der Gemeinde Dobrž in der Bezirkshauptmannschaft Strakonice und dem Gerichtsbezirk Volyně. 1869 lebten in dem Dorf 247 Personen, im Jahre 1900 waren es 214. 1912 löste sich Dražov von Dobrš los und bildete eine eigene Gemeinde. 1930 lebten in den 40 Häusern von Dražov 213 Einwohner. Zum 1. Februar 1949 wurde die Gemeinde Dražov dem Okres Vimperk zugeordnet. Im Jahre 1950 bestand das Dorf aus 42 Häusern mit 142 Einwohnern. Nach der Aufhebung des Okres Vimperk wurde die Gemeinde am 1. Juli 1960 Teil des Okres Strakonice und zugleich der Ortsname in Drážov geändert. 1961 wurden Dobrš, Kváskovice und Zálesí eingemeindet. Im Jahre 1970 hatte der Ortsteil Drážov nur noch 98 Einwohner, 1990 lebten im Ortsteil Drážov 123 Personen.

## Kultur und Sehenswürdigkeiten
- Kapelle in Drážov

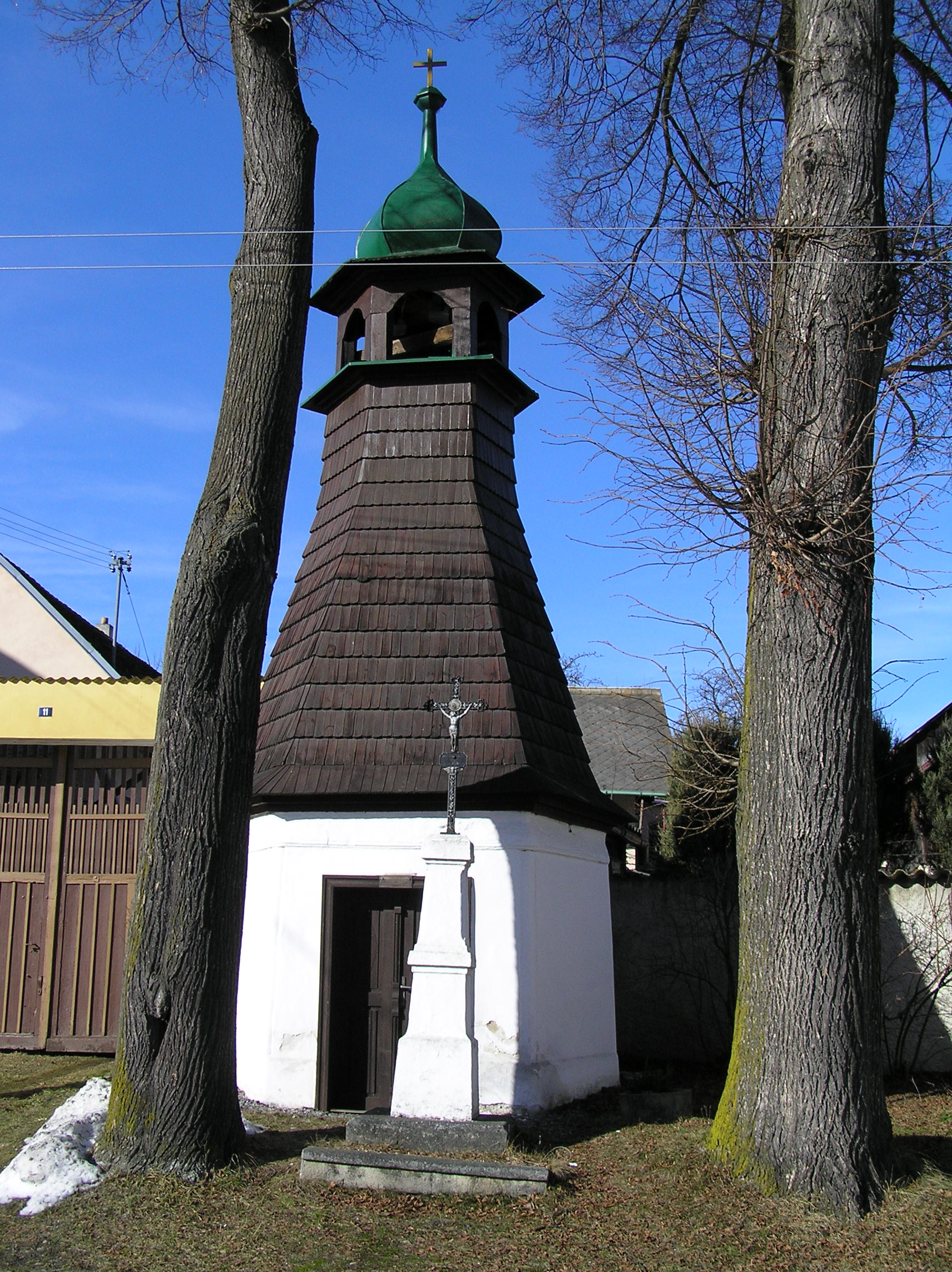
Kapelle in Drážov

- Denkmalgeschütztes Gehöft Nr. 7 in Drážov
- Feste Dobrš, sie entstand im 14. Jahrhundert. Nach ihrer Zerstörung im Jahre 1421 wurde sie 1561 wiederaufgebaut.
- Kirche Mariä Verkündigung in Dobrš, erbaut um 1250
- Kapelle der hll. Johannes und Paulus in Dobrš, errichtet um 1230. Im Jahre 1561 ließen Christoph Kotz von Dobrz und seine Frau Katharina von Bieschin die Kapelle erneuern.
- Kapelle der Jungfrau Maria in Kváskovice
- Kapelle in Zálesí, erbaut 1862